# Неоосманізм
Неоосманізм (неооттоманізм) (тур. Yeni Osmanlıcılık) — політична ідеологія в Туреччині. Її зміст полягає в нарощуванні політичного впливу Туреччини в країнах, що раніше входили до складу Османської імперії, наступником якої розглядається сучасна Туреччина. Розглядаючи ширше, доктрина неоосманізму поширюється і на політику Туреччини в Центральній Азії, використовуючи ідеологію пантюркізму. Останнім часом поняття «неоосманізму» також асоціюється зі спробами відродження культури і традицій Османської імперії в межах Туреччини.
Поняття «неоосманізму» вперше було вжито грецькими ЗМІ після турецького вторгнення на Кіпр в 1974 році.
У XXI столітті цей термін став позначати напрямок в турецькій політиці, де відродження османських культурних традицій сприяло зростанню популярності Партії справедливості і розвитку (ПСР), яка потім стала правлячою. 
Підтримка цієї ідеології з боку ПСР викликала зміни в соціальній політиці Туреччини в ключі ранніх традицій країни, що негативно вплинуло на республіканські і світські досягнення сучасної Туреччини. 

## Історія
Цей термін використовується для опису турецької зовнішньої політики, що проводиться ПСР з 2002 року, коли вона прийшла до влади на чолі з Ердоганом, який зайняв пост прем'єр-міністра. Неоосманізм це кардинальний відхід від ідей кемалізма, який являє собою орієнтацію на Захід, і метою якого є уникнення нестабільності і релігійного фанатизму Близького Сходу.Відхід від концепції кемалізма, що почався під час перебування при владі Тургута Озала.  
Османська імперія була могутньою державою, яка під час піку свого розквіту контролювала Балкани, більшу частину Близького Сходу, Північної Африки та Кавказу. Неоосманський курс зовнішньої політики має на меті зміцнення впливу Туреччини в цих регіонах, при цьому вона використовує м'яку силу для досягнення цих цілей. Така зовнішня політика сприяла поліпшенню відносин Туреччини з її сусідами, зокрема з Іраком, Іраном і Сирією. Однак відносини Туреччини з Ізраїлем, її традиційним союзником, погіршилися, особливо після війни в Газі в 2008-2009 роках і в 2010 році, після конфлікту біля берегів Гази.
   

Ахмет Давутоглу, турецький міністр закордонних справ з 2009 по 2014 роки і «головний архітектор» нового курсу зовнішньої політики, однак, сам засуджував використання терміна «неоосманізму» з метою найменування нової зовнішньої політики Туреччини. У своїй промові він заявив, що:  
«Турецька республіка - це сучасна національна держава і вона має такий же статус, як і інші країни регіону. Ми можемо будувати дипломатичні відносини на рівних засадах з будь-якою великою або маленькою країною, яка раніше перебувала в складі Османської імперії. Це те, чого вимагають норми сучасної дипломатії».  
На Всесвітньому економічному форумі в Давосі після сварки з Шимоном Пересом, президентом Ізраїлю, Ердоган демонстративно покинув конференцію. Цей інцидент ознаменував кінець дружніх відносин з Ізраїлем, який знаходиться в конфлікті майже з усіма мусульманськими країнами Близького Сходу.
З приводу нового курсу зовнішньої політики Туреччини в західних ЗМІ розгорілися дебати про те, чи дійсно проходить зміщення «зовнішньополітичної осі» країни, або, іншими словами, йде чи Туреччина від Заходу в напрямку Близького Сходу і Азії. Подібні побоювання все частіше з'являються в західних ЗМІ, особливо в ті моменти, коли спливають все нові турецько-ізраїльські протиріччя. Однак сам колишній президент Абдулла Гюль відкидав твердження про те, що Туреччина змінила свою зовнішньополітичну орієнтацію.   
Прем'єр-міністр Туреччини Ахмет Давутоглу підтвердив, що членство Туреччини в ЄС як і раніше є стратегічною метою.